# Batomys
Batomys é um gênero de roedores da família Muridae.

## Espécies
- Batomys dentatus Miller, 1911
- Batomys granti Thomas, 1895
- Batomys hamiguitan Balete, Heaney, Rickart, Quidlat, & Ibanez, 2008
- Batomys russatus Musser, Heaney e Tabaranza, 1998
- Batomys salomonseni (Sanborn, 1953)